# Wohn- und Wirtschaftsgebäude Freudenthalstraße 49

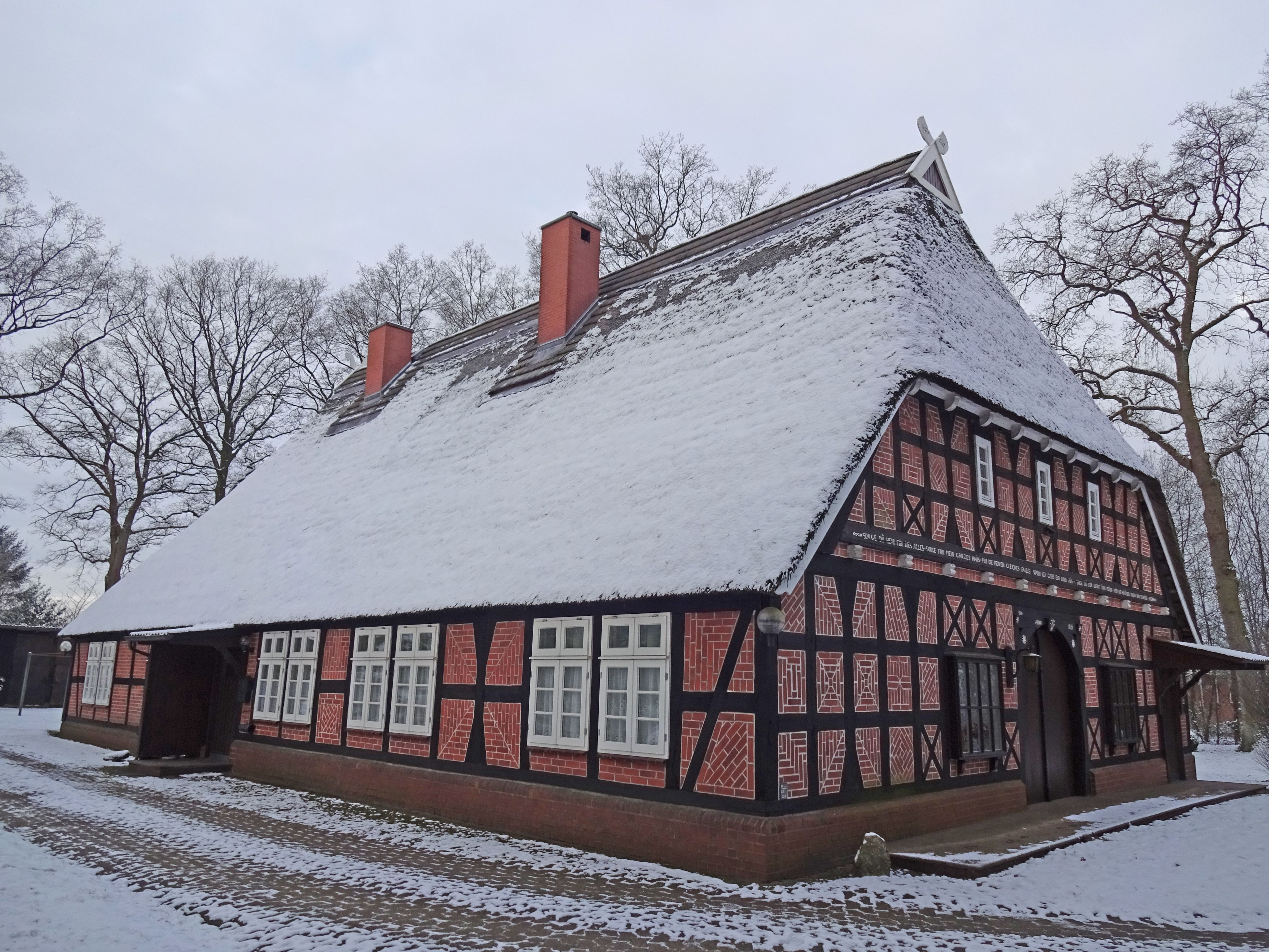
Südost- und Nordostfassade (2016)

Das Wohn- und Wirtschaftsgebäude Freudenthalstraße 49 in der niedersächsischen Gemeinde Fintel wurde im 18. Jahrhundert gebaut und am Anfang des 19. Jahrhunderts versetzt. Aktuell (2025) wird es zum Wohnen genutzt.
Das Gebäude steht unter Denkmalschutz (siehe auch Liste der Baudenkmale in Fintel).

## Geschichte und Beschreibung
Das eingeschossige giebelständige Gebäude als Zweiständer-Hallenhaus in Fachwerk mit Steinausfachungen, reetgedecktem Krüppelwalmdach, Niedersachsengiebel mit Uhlenloch, Pferdeköpfen und Grooter Door mit Korbbogen, aber ohne seitliche Stalltüren, wurde 1815 (Inschrift) versetzt und im Kern im 18. Jahrhundert gebaut. Der hintere Wohngiebel wurde senkrecht verbrettert. Das Zierfachwerk und die Zierausfachungen erfolgten im Rahmen einer Sanierung von 1959.
In diesem Haus wohnte der niederdeutsche Heimatschriftsteller Friedrich Freudenthal (1849–1929). Er wuchs ab seinem dritten Lebensjahr seit 1852 bei seinen Großeltern Brockmann, einer Küster- und Lehrerfamilie, in Fintel auf. Nach Militärdienst und arbeitsbedingten wechselnden Wohnorten ließ er sich mit seiner Familie ab 1891 wieder in Fintel nieder und wirkte hier als freier Schriftsteller und plattdeutscher Dichter.
Das Landesdenkmalamt befand u. a.: „… ein regionstypisches Hallenhaus des 18. Jahrhunderts in Zweiständerkonstruktion, das 1815 an seinen heutigen Standort transloziert wurde  ….“